# Đạo luật Bảo vệ Bệnh nhân và Chăm sóc Sức khỏe Hợp túi tiền
Đạo luật Bảo vệ Bệnh nhân và Chăm sóc Sức khỏe Hợp túi tiền (tiếng Anh: Patient Protection and Affordable Care Act, viết tắt PPACA), thường được gọi là Đạo luật Chăm sóc Sức khỏe Hợp túi tiền (Affordable Care Act, ACA) hoặc Obamacare, là một đạo luật liên bang Hoa Kỳ đã được Tổng thống Barack Obama ký thành luật ngày 23 tháng 3 năm 2010. Cùng với Đạo luật Hòa hợp Giáo dục và Chăm sóc Y tế, đạo luật thể hiện đợt chỉnh sửa pháp luật đáng kể đối với hệ thống y tế Hoa Kỳ kể từ khi thông qua Medicare và Medicaid năm 1965.
Đạo luật này nhằm mục đích nâng cao chất lượng và khả năng chi trả của bảo hiểm y tế, giảm tỷ lệ không có bảo hiểm bằng cách mở rộng phạm vi bảo hiểm công và tư nhân, và giảm chi phí chăm sóc sức khỏe cho cá nhân và chính quyền. Đạo luật này quy định một số cơ chế, bao gồm cả ủy nhiệm (mandate), trợ cấp, và sàn giao dịch bảo hiểm nhằm tăng độ bảo hiểm và khả năng chi trả tổng thể. Đạo luật này cũng bắt buộc các công ty bảo hiểm phải phục vụ tất cả mọi người muốn mua bảo hiểm tới tiêu chuẩn tối thiểu mới và đặt giá đều bất chấp các bệnh có sẵn từ trước (pre-existing condition) hoặc giới tính. Ngoài ra, đạo luật cải cách này nhằm mục đích giảm giá và cải thiện các kết quả nhờ thêm cạnh tranh, quy chế, và ưu đãi thuế. Văn phòng Ngân sách Quốc hội dự đoán rằng Đạo luật Chăm sóc Sức khỏe Hợp túi tiền sẽ giảm cả số tiền thiếu hụt tương lai cả chi tiêu Medicare.
Ngày 28 tháng 6 năm 2012, Tối cao Pháp viện Hoa Kỳ đã phán quyết rằng phần lớn của Đạo luật Chăm sóc Sức khỏe Hợp túi tiền là hợp hiến trong vụ Liên đoàn Doanh nghiệp Độc lập Quốc gia kiện Sebelius, bao gồm một điều khoản quan trọng bắt buộc công dân Hoa Kỳ phải mua bảo hiểm y tế trước 2014, nếu không sẽ bị phạt về kinh tế. Tuy nhiên, tòa án bãi bỏ điều khoản bắt buộc các tiểu bang phải tham gia chương trình mở rộng Medicaid của Đạo luật Chăm sóc Sức khỏe Hợp túi tiền, nếu không sẽ bị mất tiền Medicaid hiện tại.
Sau vụ kiện, Đạo luật Chăm sóc Sức khỏe Hợp túi tiền và quá trình thực hiện nó vẫn tiếp tục bị phản đối trong Quốc hội, trong các tòa án liên bang, và bởi một số chính phủ tiểu bang. Các nhóm hoạt động bảo thủ nổi bật, các đảng viên Cộng hòa trong Quốc hội và nhiều chính phủ tiểu bang, một số tổ chức đại diện cho doanh nghiệp nhỏ, và phong trào Tiệc trà (Tea Party movement) đã nỗ lực chống đối, phá hoại, và hủy bỏ đạo luật này. Tháng 9 năm 2013, các dân biểu Cộng hòa trong Hạ viện đòi đính kèm một điều khoản trì hoãn hoặc không cấp tiên cho đạo luật này vào nghị quyết tiếp tục (continuing resolution) cấp tiền cho chính phủ liên bang vào năm tài chính 2014. Tổng thống Dân chủ Barack Obama và ban lãnh đạo Dân chủ của Thượng viện phản đối điều kiện này, nên chính phủ liên bang đóng cửa bắt đầu từ ngày 1 tháng 10 năm 2013, cùng ngày các sàn giao dịch bảo hiểm mở cửa.